# Przyjaciół nikt nie będzie mi wybierał
Przyjaciół nikt nie będzie mi wybierał – piosenka Andrzeja Garczarka, wykonana podczas I Przeglądu Piosenki Prawdziwej w Gdańsku w sierpniu 1981 (Hala Olivia). Czas trwania - 3:14 minuty.
Piosenka była nietypowa dla twórczości artysty. Operowała konkretem historycznym, zawierając odniesienia do ogólnie znanych wydarzeń historycznych, jak i do mniej powszechnej wiedzy podanej za pomocą przenośni. W tytule, jak i w refrenie zawarty jest przekaz do władz komunistycznych, w tym teoretycznych sojuszników z Układu Warszawskiego, o fasadowości przyjaźni istniejących pomiędzy tymi państwami. Mowa jest o inwazji na Czechosłowację w 1968, w tym o śmierci Jana Palacha przyrównanego do jaskółki, czy o skomplikowanych losach pisarza Oty Pavla, który popadł w chorobę psychiczną. Wyrzutem jest również wzmianka o pucowaniu śniedzi na pomnikach kaprali Fryderyków - autor uważał, że idea wrogiego Polsce państwa pruskiego przetrwała w NRD i jest tam kultywowana wbrew oficjalnym zapewnieniom propagandowym berlińskich władz (np. August von Gneisenau stawiany był we wschodnich Niemczech za historyczny wzór socjalistycznej obronności kraju, a w 1981 odsłonięto jego pomnik w Sommerschenburg - w 150. rocznicę śmierci).